# Samir Məmmədov
Samir Məmmədov (ur. 15 maja 1988) – azerski bokser, brązowy medalista Mistrzostw Świata z 2007, srebrny medalista Mistrzostw Europy z 2006, złoty medalista Mistrzostw Europy Juniorów z 2005 oraz złoty medalista Mistrzostw Świata Kadetów z 2003 i złoty medalista Mistrzostw Europy Kadetów z 2004. W 2008 reprezentował Azerbejdżan na Letnich Igrzyskach Olimpijskich w Pekinie.

## Kariera
W czerwcu 2003 zdobył złoty medal w kategorii do 46 kg na Mistrzostwach Świata Kadetów w Bukareszcie. W ćwierćfinale pokonał przed czasem w drugiej rundzie reprezentanta Armenii Howhannesa Danieljana. W półfinale pokonał na punkty reprezentanta gospodarzy, Rumuna Roberta Bobaru, a w finale na punkty (24:18) Marokańczyka Hamzę Bin Mounaouera. We wrześniu 2004 został mistrzem Europy kadetów, wygrywając Mistrzostwa Europy Kadetów w kategorii do 50 kg. W półfinale pokonał na punkty (29:13) reprezentanta Anglii Luke’a Campbella, a w finale Petra Pochtara, pokonując go przed czasem w drugiej rundzie.
W sierpniu 2005 zwyciężył na Mistrzostwach Europy Juniorów w kategorii muszej. W finale pokonał przed czasem Francuza Boumera Amine. W lipcu 2006 zdobył srebrny medal w kategorii muszej na Mistrzostwach Europy w Płowdiwie. W eliminacjach pokonał przed czasem Włocha Vincenzo Picardiego. W ćwierćfinale wyeliminował reprezentanta Armenii Vachagana Avagyana, wygrywając na punkty (43:20). W półfinale pokonał na punkty (51:33) dwukrotnego medalistę olimpijskiego, mistrza świata z 2001, Francuza Jérôme Thomasa. W finale przegrał wyraźnie na punkty z Rosjaninem Gieorgijem Bałakszynem. W 2007 zdobył brązowy medal na Mistrzostwach Świata w Chicago. W ćwierćfinale pokonał na punkty Portorykańczyka McWilliamsa Arroyo, a w półfinale przegrał na punkty z Amerykaninem Rau’shee Warrenem. Na Letnich Igrzyskach Olimpijskich w Pekinie doszedł do 1/8 finału, w którym przegrał na punkty (2:10) z Tajem Somjitem Jongjohorem.